# Казалбјанко
Казалбјанко (итал. Casalbianco) насеље је у Италији у округу Трапани, региону Сицилија.
Према процени из 2011. у насељу је живело 276 становника. Насеље се налази на надморској висини од 133 м.